# ITN
ITN(영어: Independent Television News)은 영국 런던의 상업방송국 전용을 목적으로 만들어진 뉴스전문 프로덕션이다. 보도 프로그램의 취재로부터 제작을 진행한다.

## ITV 뉴스
설립 당초, 영국의 상업방송은 ITV에 속하는 방송국뿐이어서, 이러한 지역방송국들의 전국 보도 프로그램 제작을 위해서 설립되었다. 평일은 5시 30분 ~ 6시, 13시 30분 ~ 14시, 18시 30분 ~ 19시,  22시 ~ 22시 30분에 방송하고 있다.

## 채널 4 뉴스
1982년에 영국의 제4 채널로 공영 텔레비전국인 채널 4가 개국할 때 뉴스 및 보도 프로그램을 ITN에 위탁했다. 주로 정오와 19시에 방송하는 「채널 4 뉴스」를 제작한다. 또, 채널 4의 자매국인 More4의 뉴스도 제작했었다.

## 채널 5
1997년에 개국한 5번째의 전국 채널인 상업 텔레비전국 채널 5에도 제작·배급을 실시한다. 2005년에서 2012년까지 잠시 스카이 뉴스에 뉴스제작을 위탁하였으나, 이후 다시 ITN에 위탁하고 있다.

## ITV 뉴스 채널
라이벌인 BBC가 24시간 뉴스 채널 BBC 뉴스 24를 개시했던 것에 대항하는 형태로 1999년에 24시간 뉴스 채널 ITN 뉴스 채널의 방송을 개시했다. 후에 ITV 뉴스 채널이라고 개칭했다. 그러나, 시청자가 BBC나 스카이 뉴스의 반에도 못 미쳐 2005년 12월에 폐국 했다.

## 로고

1970년대부터 2022년까지 사용된 로고.
2023년부터 사용하고 있는 로고.